# 高山捷一
高山 捷一（たかやま しょういち、1915年1月2日 - 2017年3月5日）は、日本の海軍軍人、航空自衛官、航空工学者。最終階級は海軍技術少佐、航空自衛隊空将。戦前は零戦の審査補佐、銀河の設計・試作、紫電改の開発審査など、戦後は防衛庁技術幹部、技術開発官として国産初の量産型ジェット機T-1の開発やF-104Jの選定・ライセンス生産などを手掛けた。叙正四位。

## 生涯

### 生い立ち
1915年1月2日、高山益三の息子として名古屋で生まれる。父の転勤のため、1917年に大阪に転居。1927年に北野中学校に入学。父の失業により、鴻池家の奨学金を受けて卒業。私塾「清和塾」の塾生になり、奨学金を受けて第三高等学校、東京帝国大学に入学した。とくに航空を学びたいわけではなかったが、倍率が高いので不合格でも口実ができるという理由で航空学科に受験したという。二学年の時に海軍委託学生の試験を受験して合格した。1937年（昭和12年）3月、東京帝国大学工学部航空学科を卒業。同期は東條輝雄、内藤子生、渋谷巌などで「花の十二年組」と呼ばれた。卒業論文は「金属薄板構造の安定及び強度に就いて」。
1937年4月、海軍造兵中尉に任官する。1938年6月、海軍航空技術廠飛行機部に配属され、試作機の審査、飛行機の耐寒対策を担当する。1940年、十二試艦上戦闘機（零戦）の審査補佐を担当する。漢口での零戦の初陣の頃、防弾の弱さを指摘されたが、それは駆逐艦に戦艦の分厚い鋼板をつけるようなもので、戦闘機は高速性・戦闘性を活用して効果を発揮しないといけないと説明したという。同年末、双発爆撃機、銀河の胴体・兵装・艤装を担当する。1943年、海軍航空本部第二部第一課に転属され、戦闘機・練習機を担当する。1944年、軍需省の軍需官の兼務となる。その後、少佐に昇進。紫電改を担当する。
1945年、敗戦後、12月まで厚生省復員擁護局として、海軍技術幹部の職探しの斡旋をする。同年末、大阪に帰省。休養の予定だったが、新円切替で円の価値がほぼ無くなってしまい、生活のため1946年に大阪アルミニューム製作所に入社する。生産効率の改善、新商品の受注、新分野開拓、技術開発などをし、技術課長を任される。戦闘機の落下燃料用タンクなどを新たに受注する。

### 防衛庁勤務
1954年10月30日、幹部候補募集の手紙を受け、防衛庁に入庁。二等空佐に任命。航空幕僚監部装備部技術第一課の計画班長となる。本課の主業務は新たな航空機、ジェットエンジン、ミサイルなどの開発である。1955年1月19日、技術研究本部と兼務することとなる。練習機T-1の試作業務を担当するためである。同年3月、新三菱重工、川崎航空機、富士重工、新明和興業の4社が練習機T1の基本設計計画書（プロポーザル）を提出したが、三菱については同期である担当責任者、東條輝雄と富士重工の担当責任者、内藤子生の同席の下、次の戦闘機は三菱に任せるので、これについては富士重工に譲るよう高山が説得し、三菱は辞退することとなった。また、当時は通産省により国産ジェットエンジンJO-1の作成・日本ジェットエンジン株式会社の作成まではされたが、さらに大出力のエンジンの開発については開発費がかかるため予算が得られずとん挫しそうになっていたところ、高山の主張により練習機のエンジンも国内開発することとなった。
在日軍事援助顧問団（マーグJ）へT-1の開発について説明に行った時、アメリカ製のT-37練習機を推奨されるとともにまともに相手がされず、回答するとは言っていたが回答は来なかった。半年後も同じような対応であったため、高山は日本の予算で開発するため、マーグJにはそれを左右する権限は無いことを確認し、自主開発を押し進めた。
1957年2月、一等空佐に任命。同年7月、航空幕僚監部技術第一課長を拝命。F-86の代わりとなる戦闘機の選定作業に関わる。一旦、F11Fが選ばれるが、白紙化され、最終的にはF-104が選定されることとなった。
1961年4月、F-104の技術審査を担当する。必要な改善点はあるがロッキードはなかなか対応しようとしなかったため、ロッキードからの依頼を受ける代わりに改善点の是正を伝え、改善へつなげた。当時、アメリカからは航空自衛隊の立ち上げや機体の用意、パイロット教育など何かと世話になっていたので、防衛庁幹部はあまり声高に主張しなかったところがあったが、高山は正論を主張してアメリカ側から認められた。そのような姿勢が知られてか、ロッキード社の暗号表に唯一日本人で暗号名（サーディン）をつけられたという。また、当時、F-104Jを水上戦闘機とする案を思いつき、菊原静男の協力を得て図面を作成、部長会議に提案をしたが未採用に終わっている。
1963年、航空幕僚監部の技術部長を拝命。1966年2月、技術研究本部航空開発官となる。1969年4月、防衛庁を退職。

### 退職後
日本ミネチュアベアリング（NMB)の社長から要請され、同社の非常勤顧問となる。また、日本航空工業会（SJAC)の非常勤嘱託（無給）となる。SJACでは、航空機材料のCFRP化を進めた。「炭素繊維複合材の航空機への適用化研究」の予算を防衛庁に取ってもらい、防衛庁とSJACが契約し、機体メーカーや材料メーカーに予算を割り振り、高等練習機T-2等の既存機部品のCFRP化や各種試験を実施。各社の技術取得を推進し、航空用CFRPの生産を促した。高山がCFRP化にこだわったのは、戦前の零戦の開発において、超々ジュラルミンが機体の軽量化に寄与したことにある。材料も含めた軍備の質的優位が抑止力になるとの考えがあった。CFRPは後にF-2戦闘機の主翼に採用されている。
自ら世界中の航空関連情報を収集して、重要情報の翻訳等による技術レポートを93歳まで作成するなど晩年まで精力的に活動した。90歳でも400字詰めの原稿（翻訳含む）を月あたり400枚書くこともあったという。

## 功績・エピソード
制度・組織の整っていなかった防衛庁において、航空幕僚監部の装備部技術第一課の二佐と技術研究本部の技術開発官を兼務した際、当時は政治状況やマスコミからの批判が厳しく、アメリカ合衆国からも強い干渉があり、防衛庁の姿勢が安定せず、あいまいな方針を立てがちであった中、高山はこれまでの経験・実績に裏打ちされた一貫した考え方や姿勢を持ち、若い技官から信頼を受けていた。航空機開発の基本的なルールや方式を整備した。
アメリカ側からアメリカ製の機体の導入を強く迫られることもあったが、自主開発の必要性を強く主張し、自衛隊機の開発・生産の道筋を作り、自主開発路線の礎を築いた。コストだけで外国機の導入をすべきではなく、航空機は自国で開発すべきであり、開発・生産能力の維持・向上など軍備の質的優位が敵国への抑止力として働くと訴えた。また、晩年のインタビューでは、技術の維持・向上には伊勢神宮の式年遷宮で20年ごとに社殿を建て替えることと同様に、少なくとも10年ほどの間隔で新機種の開発を行い経験を増やす必要性、及び他国の技術に依存することのリスク等を指摘している。
数多くの実機開発の主導経験・実績とともに、民間企業勤務によるメーカー側の視点も持ち、関係者には厳しく指導をしたと言われる。

## 関与した航空機

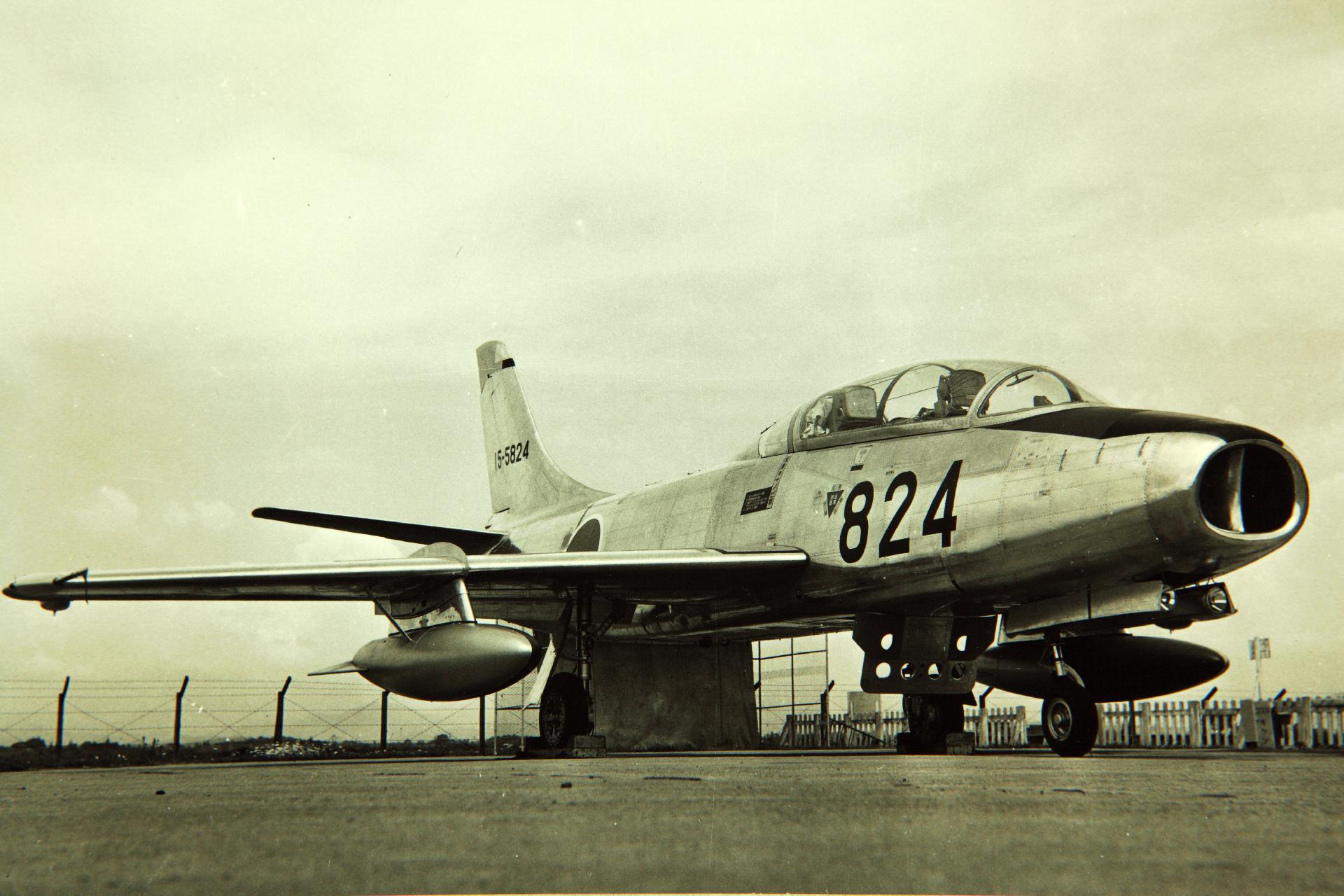
T-1A 練習機

- T-1A 練習機十二試艦上戦闘機（零戦） - 審査補佐・トラブル対策。漢口には機体担当として出張[12]。
- 銀河 - 胴体・兵装・艤装を担当[14]。
- 紫電改 - 審査を担当[45]。
- 乙2飛行艇、乙3潜水艦用小型水上機、乙4艦上爆撃機（彗星）
- T-1、C-1、T-2、F-1、P-2J、PS-1、US-1 - 戦後の国産開発機
- F-104J - 候補からの選定作業、ライセンス生産

## 参照
1. 1 2  前間孝則（2005年12月）、57-58頁
2. ↑  “高山捷一氏が死去　元空将”.  日本経済新聞 (2017年3月10日). 2024年7月1日閲覧。
3. ↑  『官報』第6996号、平成29年4月11日
4. ↑  前間孝則（2005年12月）、60頁
5. 1 2 3  前間孝則（2005年12月）、61-63頁
6. ↑  前間孝則（2005年12月）、66頁
7. ↑  前間孝則（2005年12月）、73頁
8. 1 2  前間孝則（2005年12月）、86頁
9. ↑  高山捷一『金属薄板構造の安定及び強度に就いて』, 東京大学卒業論文, 1936年
10. ↑  前間孝則（2005年12月）、94頁
11. ↑  前間孝則（2005年12月）、98-99頁
12. 1 2  前間孝則（2005年12月）、107頁
13. ↑  前間孝則（2005年12月）、113-114頁
14. 1 2  前間孝則（2005年12月）、121頁
15. ↑  前間孝則（2005年12月）、127頁
16. ↑  前間孝則（2005年12月）、128頁
17. 1 2  前間孝則（2005年12月）、134頁
18. ↑  高山 捷一、池田 榮三 (1950). “アルマイト皮膜の耐酸性簡易測定法に就いて (第1報)”. 金属表面技術 1 (1). doi:10.4139/sfj1950.1.21.
19. ↑  前間孝則（2005年12月）、126-138頁
20. ↑  前間孝則（2005年12月）、140頁
21. ↑  前間孝則（2005年12月）、155頁
22. ↑  前間孝則（2005年12月）、160頁
23. ↑  前間孝則（2005年12月）、164-166頁
24. ↑  兵器と技術 : 日本兵器工業会誌 (日本兵器工業会). (2 1969).
25. ↑  前間孝則（2005年12月）、174-178頁
26. ↑  前間孝則（2005年12月）、192-194頁
27. ↑  前間孝則（2005年12月）、201-208頁
28. ↑  高山捷一 (1962). “滞米一年雑感”. 軽金属 12 (4):  223. doi:10.2464/jilm.12.223.
29. 1 2  前間孝則（2005年12月）、249-251頁
30. ↑  前間孝則（2005年12月）、212-217頁
31. ↑  前間孝則（2005年12月）、237頁
32. ↑  前間孝則（2005年12月）、246頁
33. 1 2  前間孝則（2005年12月）、253-254頁
34. ↑  高山捷一 (1975). “航空機とその主要材料”. 日本航空宇宙学会誌 23 (259):  469. doi:10.2322/jjsass1969.23.451.
35. ↑  前間孝則 (2010-12-15). 飛翔への挑戦―国産航空機開発に賭ける技術者たち. 新潮社. p. 34. ISBN 410328921X
36. ↑  前間孝則（2005年12月）、255-259頁
37. ↑  前間孝則（2005年12月）、261-262頁
38. ↑  “複合材の航空機適用への課題と国際競争力強化”.   財団法人航空機国際共同開発促進基金. 2020年7月7日閲覧。
39. ↑  前間孝則 (2010-12-15). 飛翔への挑戦―国産航空機開発に賭ける技術者たち. 新潮社. pp. 35-36. ISBN 410328921X
40. 1 2  前間孝則（2005年12月）、28-29頁
41. ↑  前間孝則（2005年12月）、18頁
42. ↑  前間孝則（2005年12月）、33頁
43. ↑  前間孝則（2005年12月）、34-35頁
44. ↑  前間孝則（2005年12月）、36-38頁
45. ↑  前間孝則 (2010-12-15). 飛翔への挑戦―国産航空機開発に賭ける技術者たち. 新潮社. p. 26. ISBN 410328921X